# جوزف فرانک
جوزف فرانک (انگلیسی: Joseph Frank؛ ‏ ۶ اکتبر ۱۹۱۸ – ۲۷ فوریهٔ ۲۰۱۳) نویسنده و زندگی‌نامه‌نویس و استاد دانشگاه اهل ایالات متحده آمریکا بود.
او یک متخصص برجسته در زمینه شناخت و پژوهش دربارهٔ زندگی و آثار فیودور داستایفسکی است و یک کتاب بیوگرافی ۵ جلدی دربارهٔ او نگاشته‌است. دیوید فاستر والاس او را «زندگینامه‌نویس معتبر و کامل یکی از بهترین رمان‌نویسان» نامید.